# Terhes társaság
A Terhes társaság (eredeti címe: Due date) 2010-ben bemutatott amerikai vígjáték Robert Downey Jr. és Zach Galifianakis főszereplésével. A film rendezője Todd Phillips, aki a forgatókönyvet Alan R. Cohennel, Alan Freedlanddel és Adam Sztykiellel közösen írta.
Peter Highman (Robert Downey Jr.) hamarosan apai örömök elé néz. Mindenképpen haza szeretne érni a baba születésére. A repülőtéren összetalálkozik egy nagyravágyó színésszel, Ethan Trembaly-vel, (Zach Galifianakis) aki miatt mindkettőjüket leszállítják a repülőről és Peter kénytelen a férfi társaként, annak bérelt autójával hazajutni Los Angeles-be. A  több, mint 2000 mérföldes út során sok kellemetlen élményben lesz része.

## Cselekmény
Peter Atlantából való indulása előtt üzenetet hagy a feleségének, amiben a szóba jöhető nevekről beszél és elmeséli különös álmát.
Peter a repülőtér bejárata előtt találkozik először Ethannel, akinek barátja  belehajt a férfit szállító taxiba. Ethan ekkor belerejt egy drogozáshoz használt eszközt Peter poggyászába. A férfi fennakad az ellenőrzésen, de engedik felszállni a gépre. Ethan is ugyanazzal a járattal utazik. A felszállás előtt a stewardess megkéri az utasokat, hogy kapcsoljanak ki minden elektromos eszközt. Ethan ekkor többször, hangosan felhívja Peter figyelmét az utasításra. A bomba szó emlegetése miatt a légi marsall mindkettőjüket leszállítja és eltiltják őket a repüléstől. Peter nem tud autót bérelni, mert nincs meg a tárcája. Ekkor tűnik fel újra Ethan, aki felajánlja, hogy elviszi magával.
Ethan folyamatosan beszél és kérdezgeti Petert. Megmutatja neki színészi portfólióját. Célja Hollywood, ahol színész szeretne lenni. A férfi apja temetése miatt volt Atlantában. Hamvait egy kávésdobozban tartja. A Grand Canyonnál szeretné elszórni őket.
A Peter által összeállított, gondosan kidolgozott útitervet Ethan folyton keresztül húzza. Marihuána vásárlás miatt, kitérőt tesznek Birminghambe. Mikor motelszobát szeretnének bérelni, akkor derül ki,  hogy már csak 60 dollárjuk maradt, ugyanis Ethan a többit a fűre költötte. Peter megkéri a feleségét, hogy utaljon pénzt Ethan nevére. A küldött összeget azonban nem tudják felvenni, mert Ethan a művésznevét adta meg és személyigazolványán más név szerepel. Peter úgy dönt, hogy újra elutaltatja a pénzt, de a Western Union alkalmazottja közli, annak ellenére, hogy még fél óra van hátra a nyitvatartási időből, de ő mégis bezár. Peter erre bedühödik és provokálni kezdi a dolgozót, akiről kiderül, hogy tolószékbe kényszerült iraki veterán. A két férfi összeverekedik.
A mosdóban Peter próbálja összeszedni magát és kérdőre vonja Ethant, amiért nem segített neki, majd kritizálni kezdi színészi képességeit. A vitát Ethan úgy zárja le, hogy felhozza édesapja halálát, Peter szíve pedig megesik rajta. Az éjszakát kénytelenek az autóban tölteni. 

Peter és Ethan balesete

Másnap reggel, mikor Ethan kimegy a mosdóba Peter kiteszi a kocsiból annak bőröndjét és otthagyja a parkolóban. Egyedül akar tovább menni, mert nagyon idegesíti a furcsa férfi. Útközben azonban lelkiismeretére hallgatva visszafordul.
Felváltva vezetnek, úgy folytatják útjukat az Államokon keresztül. Súlyos balesetet szenvednek, amikor Ethan elalszik a volánnál. Kórházba szállítják őket. Míg Peternek eltörik a karja és néhány bordája, Ethan karcolások nélkül ússza meg. Az orvos szerint azért, mert álmában  ellazultak az izmai. Peter ekkor más sokadjára dönt úgy, hogy a férfi nélkül folytatja útját, ezért megkéri egyik barátját, hogy jöjjön érte. Derryl (a filmben Jamie Foxx) rábeszéli Petert, hogy vigyék magukkal a férfit. A házban  Ethan talál egy fényképet Darrylről és Peter feleségéről. Peter megkérdezi, mikor és hol készült a kép. Kiderül, hogy felesége nem mesélte el részletesen a kép elkészülésének körülményeit. Ethan bogarat ültet Peter fülébe, hogy barátja és neje túl közeli kapcsolatban vannak és akár a gyerek is tőle lehet. Derryl véletlenül Ethan apjának hamvaiból főz kávét.
Derryl kocsijával kettesben folytatják útjukat. Peter fájdalomcsillapítót vesz be, ezért átadja a kormányt Ethan-nek. Arra ébred, hogy  férfi füvezik és mivel a kocsi zárt terében megragad a füst ő is elkábul. Arra eszmélnek, hogy a mexikói határnál vannak. Visszafordulni már nem tudnak és a határőrök megállítják őket. Az ellenőrnek feltűnik, hogy a férfiak bedrogozott állapotban vannak. Felkéri őket, hogy állítsák le a kocsit. Ethan egy óvatlan pillanatban megszökik, magára hagyva Petert, akit egy kihallgatószobába visznek. A szoba egy lakókocsiban van berendezve, amit Ethan ráköt egy terepjáróra és elhajt vele. A határőrség nyomban utánuk ered, de végül sikerül átérniük az Államokba. A lopott kocsival mennek tovább.
A Grand Canyon-hoz érve megállnak és szétszórják Ethan apjának hamvait. Ethan ekkor vallja be Peternek, hogy annak tárcája mindvégig nála volt. A verekedést a Peter feleségétől jött hívás állítja meg. Sarah-nál beindult a szülés. Még időben sikerül beérniük a kórházba. Peter a szülés közben elájul, így Ethan vágja el a baba köldökzsinórját.
A film végére Peter megkedveli a furcsa Ethan-t és jó barátok lesznek.
Ethan nagy vágya is teljesül és rövid szerepet kap a Két pasi meg egy kicsi című vígjáték egy epizódjában.

## Szereplők
- Robert Downey Jr. – Peter Highman
- Zach Galifianakis – Ethan Tremblay / Ethan Chase
- Michelle Monaghan – Sarah Highman
- Juliette Lewis – Heidi, a drogdíler
- Jamie Foxx – Darryl
- Mimi Kennedy – Sarah anyja
- Charlie Sheen – Charlie Sheen a Két pasi meg egy kicsi című vígjátékban

## Forgatás
A forgatás Atlanta környékén kezdődött meg. A külső repülőtéri jelenetek Kaliforniában, az Ontario Airport-on forgatták. A belső helyszíneket a georgiai Világ Kongresszusi Központban, a repülőgépbeli jeleneteket pedig a Warner Bros. stúdiójában vették fel.
Az első előzetest 2010. július 14-én mutatták be az Eredet, a Gyógyegér vacsorára és a Pancser Police bemutatóival egy időben.

## Érdekességek
A filmben Ethan készít egy Két pasi meg egy kicsi sorozatról szóló weboldalt. A lapot viccből valóban elkészítették.

## Fogadtatás
A film vegyes kritikákat kapott.

## Betétdalok
A filmben hallható dalok előadói és címe:
- Sam & Dave: Hold On I’m Coming
- Billy Currington: People Are Crazy
- Cream: The White Room
- Wolfmother: New Moon Rising
- Danny McBride:  Closing Time
- Fleet Foxes: Mykonos
- Mims: This Is Why I’m Hot
- Neil Young: Old Man (Live at Massey Hall)
- Pink Floyd: Hey You
- Cowboy Junkies: Sweet Jane
- Band of Horses: Is There a Ghost
- Rod Stewart: Amazing Grace
- Ice Cube feat. Chuck D: Check Ya Self 2010

## Bevételek
A film 65 millió dolláros költségvetéssel készült. A nyitó hétvégén több, mint 32 millió dollárt hozott. Az összbevétel 211 780 824 dollárra tehető.